# Agnès de Beaufort
Jkvr. Maria Agnès de Beaufort (Amsterdam, 6 juli 1914 – Mougins, 8 november 2002) was een verzetsvrouw in de Tweede Wereldoorlog en een telg uit het geslacht De Beaufort. In 1938 trouwde zij met mr. Abraham Johan baron van Boetzelaer (1913-1945). Nadat ze getrouwd was, ging zij de naam Maria Agnès barones van Boetzelaer-de Beaufort voeren.
De verzetsdaden van Van Boetzelaer bestonden uit het helpen van onderduikers tijdens de oorlog. Ze nam regelmatig onderduikers in huis en raakte later betrokken bij een ontsnappingsroute voor onderduikers, waarbij ze samen met haar man onderdeel werd van de verzetsgroep Lindemans, opgericht door Christiaan Lindemans, die vluchtroutes creëerde via België naar Frankrijk en Spanje die Escape Lines genoemd werden. Uiteindelijk is de verzetsgroep verraden door Christiaan Lindemans en werden Van Boetzelaer, haar man, en een groot deel van de groep in maart 1944 in Parijs opgepakt. Tijdelijk kwam het echtpaar terecht in een gevangenis in Fresnes. Op 21 augustus 1944 werd Agnès naar het vrouwenconcentratiekamp Ravensbrück gebracht waar ze bijna een jaar lang gevangen zat. Haar kampnummer was 57934. In het kamp raakte ze bevriend met andere verzetsvrouwen, onder wie Juliana Wilhelmina Dessauvagie-van der Noordaa, Trien de Haan-Zwagerman en Meinarda van Terwisga. Op 23 april 1945 werd het kamp bevrijd door het Zweedse Rode Kruis. Ze werd naar Malmö gebracht samen met 129 andere gevangen vrouwen in het kamp. Het bericht dat haar man de oorlog niet overleefd had, kreeg ze bij aankomst in Zweden.
In 2015 verscheen er een boek over haar leven tijdens en na haar verzetsstrijd, getiteld: Alleen de toekomst kan je ontnomen worden: de oorlogsjaren van Agnès de Beaufort, geschreven door haar nichtje Illy barones van Voërst van Lynden, dochter van burgemeester mr. Samuël Willem Alexander baron van Voërst van Lynden (1904-1945) over wie zij eveneens een boek schreef en die ook in de Tweede Wereldoorlog omkwam. Na haar bevrijding is ze in 1946 hertrouwd op 32-jarige leeftijd met de latere ambassadeur mr. Jan Strengers (1914-1994). Ze is op 88-jarige leeftijd overleden.
- Nederlandse Thesaurus van Auteursnamen: 402318617
- Virtual International Authority File: 370147266834835482062